# دانشکده بازرگانی ESCP
دانشکده عالی بازرگانی ESCP (به فرانسوی: École Supérieure de Commerce de Paris) دانشکده بازرگانی فرانسوی است که در پاریس تأسیس شده و در سراسر اروپا (پاریس، برلین، لندن، مادرید، تورین، و ورشو)دارای پردیس‌هایی است. این دانشکده که در سال ۱۸۱۹ تأسیس شد، قدیمی‌ترین دانشکده بازرگانی و کسب وکار جهان محسوب می‌شود و مدرک آن پیش نیاز هر شغل رده بالای دولتی، اداری و شرکتی در فرانسه است.